# 巴甫利夫卡 (赫梅利尼克区)

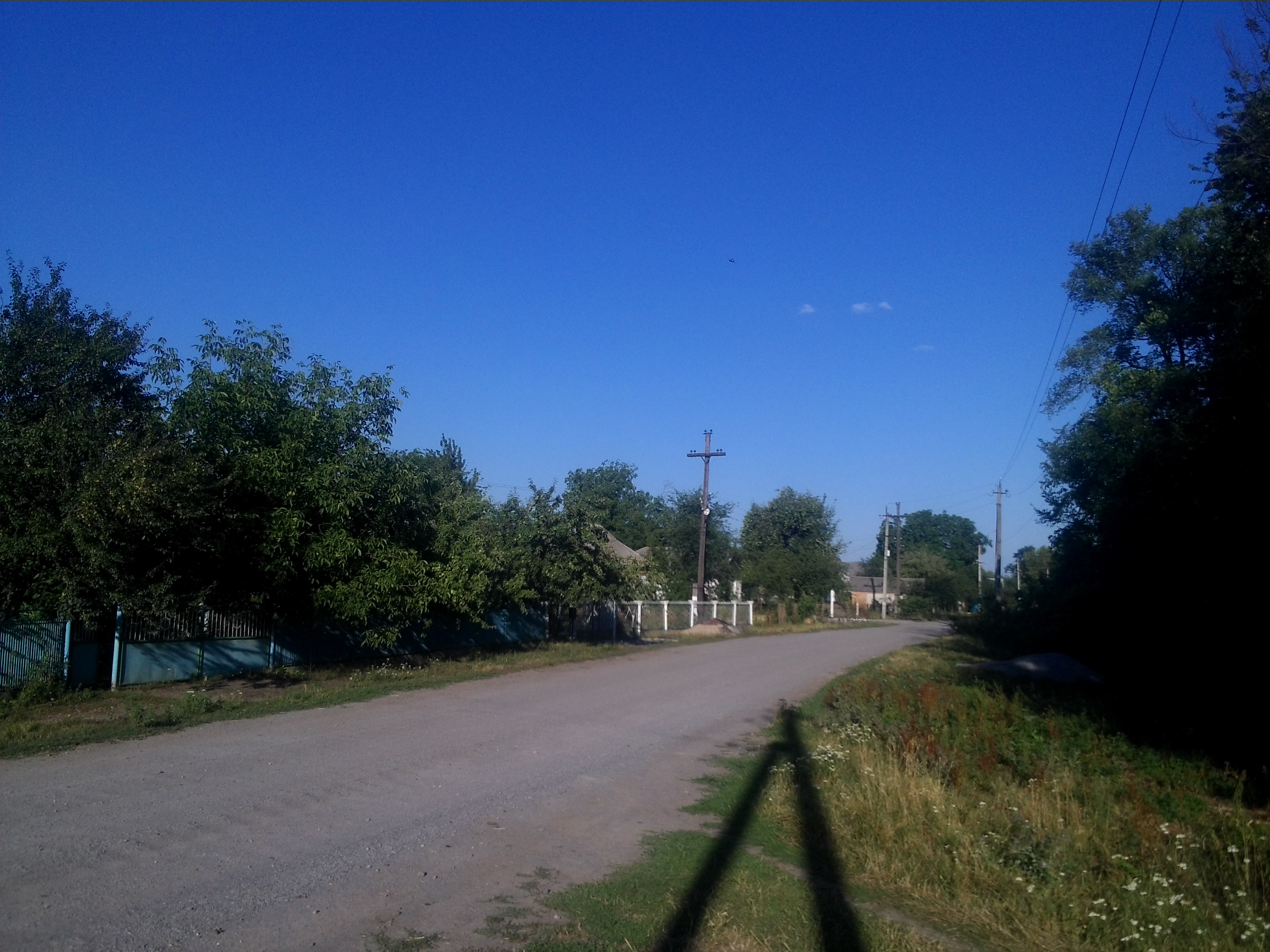
风景

巴甫利夫卡（烏克蘭語：Павлівка），是烏克蘭西南部文尼察州赫梅利尼克區的村庄。面積2.84平方公里，海拔高度262米，2001年人口3,798，人口密度每平方公里1,337人。